# XL Recordings
La XL Recordings è un'etichetta discografica indipendente, con sede nel Regno Unito, fondata nel 1989 da Tim Palmer, Nick Halkes e Richard Russell con la Beggars Banquet Records, specializzata nella musica rave e nella musica da discoteca. L'etichetta è divenuta una delle etichette indipendenti più influenti e di successo del mondo.

## Artisti
Dagli anni 90 l'etichetta ha prodotto altri generi come alternative folk, alternative rock, hip-hop e UK Garage. L'etichetta produce vari artisti tra cui:
- Adele
- Arca
- Atoms for Peace
- Badly Drawn Boy
- Basement Jaxx
- Be Your Own Pet
- Beck
- Cajun Dance Party
- The Cool Kids
- Damon Albarn
- Devendra Banhart
- Dizzee Rascal
- Elvis Perkins
- FKA twigs
- Friendly Fires
- Gotan Project
- The Horrors
- Jack Peñate
- Jack White
- Jonny L
- Kicks Like a Mule
- Kid Harpoon
- Lemon Jelly
- M.I.A.
- Monstaboy
- Magistrates
- Peaches
- The Prodigy
- Radiohead
- The Raconteurs
- Ratatat
- RJD2
- Gil Scott-Heron
- Sigur Rós
- Tapes 'n Tapes
- The Teenagers
- Thom Yorke
- Titus Andronicus
- To My Boy
- Vampire Weekend
- The White Stripes
- Tyler, the Creator